# Чёрная (Краснокамский район)
Чёрная — село в составе Краснокамского городского округа в Пермском крае России.

## История
Деревня Чёрная основана в 1843 году неким Яковом Ёлоховым, сосланным из Москвы. С 1919 по 1935 действовала Пророко-Ильинская церковь. До 2018 года входило в Оверятское городское поселение Краснокамского района. После упразднения обоих муниципальных образований вошло в состав образованного муниципального образования Краснокамского городского округа.

## География
Село находится в 4 километрах на север от города Краснокамск, у северной стороны железной дороги Москва-Пермь.
Климат
Климат умеренно континентальный. Наиболее тёплым месяцем является июль, средняя месячная температура которого 17,4—18,2 °C, а самым холодным январь со среднемесячной температурой −15,3…−14,7 °C. Продолжительность безморозного периода 110 дней. Снежный покров удерживается 170—180 дней.

## Население
Постоянное население составляло 987 человек в 2002 году, 974 — в 2010.
Национальный состав
Согласно результатам переписи 2002 года, в национальной структуре населения русские составляли 92 %.

## Инфраструктура
В селе имеется школа, детсад, лыжная база «Увал», два магазина, пункт выдачи заказов "Ozon", железнодорожная станция "Увал, пожарная часть, клуб.

## Транспорт
Остановка Увал пригородных поездов Свердловской железной дороги. Остановка автобусного маршрута Краснокамск-Шабуничи.